# 特征裂隙
在矩阵论中，特征裂隙（eigen gap）指的是一组相邻的特征值（或奇异值）所构成的集合，与其它特征值（或奇异值）之间的豪斯多夫距离。
特征裂隙的概念，一般只在矩阵的全部特征值（或奇异值）都是实数之语境下提出和研讨。

## 定义
假设矩阵 {\displaystyle A\in \mathbb {R} ^{m\times n},m\geq n} 的特征值（或奇异值）都是实数，从大到小排序如下： {\displaystyle \lambda _{1}\geq \cdots \geq \lambda _{n}}，对任意给定的 {\displaystyle (r,s):1\leq r\leq s\leq n}，考虑第 {\displaystyle r} 至第 {\displaystyle s} 个特征值（或奇异值）构成的集合 {\displaystyle {\cal {S}}:\{\lambda _{i}:r\leq i\leq s\}}，那么该集合 {\displaystyle {\cal {S}}} 的特征裂隙定义为：
{\displaystyle \delta =\min(\lambda _{r-1}-\lambda _{r},\lambda _{s}-\lambda _{s+1})} 
其中为方便，不妨设 {\displaystyle \lambda _{0}=+\infty ,\lambda _{n+1}=-\infty }.

## 重要性
特征裂隙是对矩阵的线性子空间进行误差分析的基础。特征裂隙较大的 {\displaystyle {\cal {S}}}，其对应的特征向量所张成的线性子空间，在矩阵元素被误差项（往往是随机误差）所污染时，具有较好的稳定性。反之，若特征裂隙为0，则由线性代数知， {\displaystyle {\cal {S}}} 对应的特征向量所张成的线性子空间不是唯一的。特征裂隙较小的 {\displaystyle {\cal {S}}} 不具有抗拒随机误差的稳定性。
在机器学习中，对谱聚类算法的理论性质进行研究时，建立足够的特征裂隙一般来说属于理论分析的核心部分。
需要注意的是，如果目标是估计矩阵的线性子空间，那么特征裂隙具有核心的重要地位。但如果目标是为矩阵本身降噪，那么特征裂隙是不重要的，流行的矩阵估计方法也并不需要任何特征裂隙条件。